# Шрамм, Лео Пауль
Лео Пауль Шрамм (нем. Leo Paul Schramm; 22 сентября 1892, Вена — 30 ноября 1953, Брисбен) — австрийско-австралийский пианист и композитор.

## Биография
С 10-летнего возраста учился у Теодора Лешетицкого. В 15 лет отправился в Берлин, где его карьеру солиста и аккомпаниатора прервала Первая мировая война, во время которой Шрамм выступал перед австрийскими солдатами. Шрамм также давал уроки частным образом, в 1911 году среди его учеников недолгое время был юный Клаудио Аррау.
В 1916 г. Шрамм женился на виолончелистке Мари Хан, и вплоть до развода в 1927 г. Шрамм, Хан и скрипач Штефан Френкель выступали как трио. На рубеже 1920-30-х гг. Шрамм преподавал в различных консерваториях Германии, а также в Роттердаме, где познакомился с пианисткой Бернардиной Адрианой Сутермеер, на которой женился в 1928 г. Шрамм и Сутермеер выступали и записывались как фортепианный дуэт. В начале 1930-х гг. в составе Будапештского трио (вместе со скрипачом Николасом Ротом и виолончелистом Тибором де Макулой) Шрамм гастролировал по юго-восточной Азии (Цейлон, Суматра, Ява, Сингапур), а в 1933 г. вместе с женой поселился в Батавии, где руководил местным оркестром, сочинял музыку для кинофильмов, а также написал «Яванскую сюиту» для фортепиано и два цикла этюдов. 
В 1938 г. чета Шраммов переехала в Веллингтон, где открыла небольшую частную музыкальную школу. После того как во время Второй мировой войны семья Шраммов, из-за своего отчасти немецкого происхождения, была фактически заключена под домашний арест, в 1946 г. Шрамм вернулся к концертной деятельности и много гастролировал по Австралии, а в 1947 г. получил австралийское гражданство. Наряду с «серьёзными» концертами, состоявшими обыкновенно из первого отделения с музыкой Баха, Бетховена и Шопена и второго отделения с произведениями современных композиторов, в том числе его собственными, — Шрамм охотно проводил дневные концерты, в которых исполнял лёгкую музыку с непринуждёнными комментариями; эти лёгкие концерты пользовались особенным успехом. Аналогичные программы Шрамм вёл на радио, исполняя по заявкам произведения популярного репертуара и чередуя с ними собственные композиции, написанные не без влияния джаза. Музыкальная критика, между тем, чем дальше, тем больше обвиняла Шрамма в легковесности и подрыве репутации классической музыки, и в начале 1950-х Шрамм отказался от концертной деятельности, уехал в менее населённую часть Австралии и занимался там мелким бизнесом, пока не умер скоропостижно от инфаркта.